# Далур
«Далур» — первое в России предприятие по добыче урановых руд способом подземного выщелачивания. Предприятие расположено в Далматовском районе (Курганская область).
Месторождения урана в Курганской области:
- Далматовское — в Далматовском районе, около села Песчано-Коледино
- Добровольное — в Звериноголовском районе, около села Труд и Знание
- Хохловское — в Шумихинском районе, около города Шумихи

в 2019 году предприятием добыто 595 тонн урана, произведено 230 кг оксида скандия.

## История
Одним из первых было изучено Далматовское месторождение: в 1979 году Зеленогорской экспедицией в рамках планомерного изучения уранности платформенных образований Зауралья. В 1984—1994 гг. велись опытно-промышленные работы, уровень добычи составлял 45 тонн в год, через год все работы были остановлены по причине отсутствия финансов, полигон был законсервирован.
13 июня 2001 года было зарегистрировано Закрытое акционерное общество «Далур», учредителями выступили ОАО «ТВЭЛ» и ФГУГП «Урангео». Основная цель предприятия — производство сырья для обеспечения атомной энергетики ядерным топливом.
В 2004 году была получена лицензия на изучение Хохловского месторождения в Шумихинском районе.
В 2007 году «Далур» добывал 350 тонн урана в год.
В 2008—2009 годах на Хохловском месторождении в городе Шумиха введены в эксплуатацию новые производственные мощности, пробурены 132 геологоразведочные скважины, введены в эксплуатацию 224 технологические скважины.
В 2010 году внедрён метод интенсификации СПВ с применением окислителя (нитрита натрия) в промышленных масштабах, пробурены 194 технологические и 3 эксплуатационно-разведочные скважины, получено положительное заключение по ТЭО временных кондиций по месторождению «Хохловское».
В 2016 году планируется завершить разработку проекта геологоразведочных и опытных работ на Добровольном месторождении. В мае 2017 года «Далур» был признан победителем конкурса на освоение этого месторождения.
В 2017 году предприятие ввело в эксплуатацию опытно-промышленную установку по добыче редкоземельного металла - скандия. Этот металл используется в микроэлектронике, авиационной, космической и других областях.
С 2019 года «Далур» ведет промышленное освоение Центральной залежи Хохловского месторождения.
Уникальная технология, которую разработали ученые УрФУ совместно со специалистами Уранового холдинга "АРМЗ", позволила производить оксид скандия чистотой 99,9 % из отработанных урановых растворов. В 2020 году предприятие завершило отладку технологического процесса и вышло на ежемесячные поставки оксида в объёме 50 кг с перспективой увеличения. Таким образом, Далур стал первым отечественным предприятием, организовавшим промышленное производство оксида скандия из урановых растворов.
В октябре 2020 года предприятие опробовало запатентованную технологию плавки алюмоскандиевых лигатур - высокотехнологичной продукции с проектным объемом производства 50 тонн в год.
Со второй половины 2022 года начнётся строительство инфраструктуры и дальнейшая отработка ещё трёх залежей Хохловского месторождения – Западной, Восточной и Дальневосточной, а также строительство второй локальной сорбционной установки, что позволит увеличить производство в 2 раза.
В 2020 году окончил геологоразведку на месторождении "Добровольное", получил положительное заключение Главгоэкспертизы России на проектную документацию.
С сентября 2013 года на предприятии выпускается газета «Вести Далура».

## Руководители
- 2001—2008 — Смышляев Валерий Юрьевич
- 2008—27 ноября 2013 — Дементьев Алексей Андреевич
- С 27 ноября 2013 — 2018г Попонин Николай Анатольевич
- С 18 июня 2021 г. является генеральным директором Ежуров Динис Олегович

Контактный адрес: Курганская область, Далматовский район, с. Уксянское, ул. Ленина, 42

## Награды
- 2006 — «Лидер природоохранной деятельности в России — 2006»
- 2006 — «Лучшее предприятие Курганской области — 2006»
- 2007 — «Лучшее предприятие Курганской области — 2007»
- 2009 — «Лучшая промышленная организация года»
- 2009 — Почётная грамота за большой вклад в развитие атомной промышленности от «Росатом»
- 2010 — «Лучшая промышленная организация года»